# Paroisse de Wilmot
Pour les articles homonymes, voir Wilmot.
La paroisse de Wilmot est à la fois une paroisse civile et un ancien district de services locaux (DSL) canadien du Comté de Carleton, située à l'ouest du Nouveau-Brunswick. Dans le cadre de la réforme de la gouvernance locale du 1er janvier 2023, le DSL a été annexé à la ville de Carleton North.

## Toponyme
La paroisse est nommée ainsi en l'honneur de Lemuel Allan Wilmot (1809-1878), premier lieutenant-gouverneur du Nouveau-Brunswick de 1868 à 1873.

## Géographie

### Situation
La paroisse de Wilmot est située à 120 km de route au nord-ouest de Fredericton, à la frontière canado-américaine.
La paroisse possède un territoire ayant grossièrement la forme d'un « u » renversé, limitrophe de la paroisse de Wicklow au nord-ouest, du village de Centreville au nord, à nouveau de la paroisse de Wicklow au nord-est, de la paroisse de Simonds à l'est et de la paroisse de Wakefield au sud. Le DSL de Lakeville pénètre également dans le territoire au sud, formant presque une enclave. L'État américain du Maine se trouve à l'ouest, plus précisément, du nord au sud, les villes de Bridgewater, Monticello et Littleton, dans le comté d'Aroostook. Outre Centreville, les villes les plus proches sont Florenceville-Bristol, au nord-est, et Hartland, au sud-est.

### Villages et hameaux
La paroisse comprend les hameaux de Avondale, Beckim Settlement, Bloomfield, Bradley Corner, Carvell, Charleston, Digby Corner, Good Corner, Long Settlement, Lower Bloomfield, McKeaghan et Weston.
Hunters Corner et Wilmot sont séparés avec la paroisse de Simmonds.

## Histoire

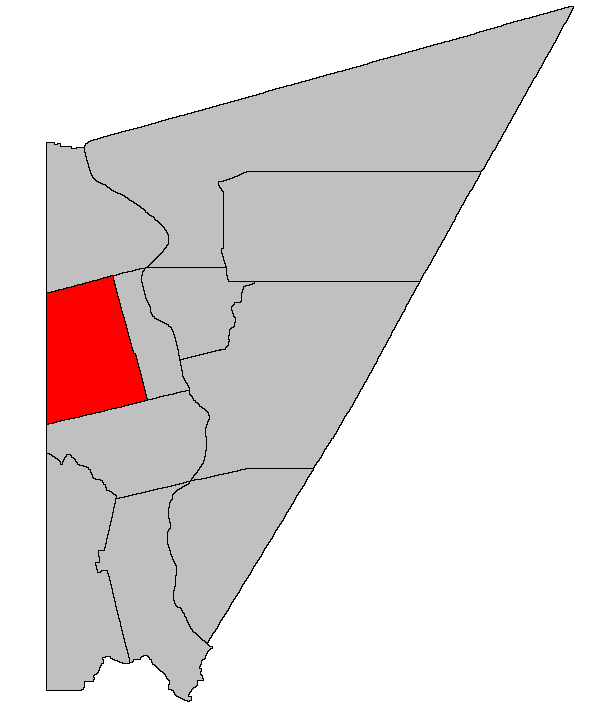
Situation sur une carte des paroisses civiles du comté de Carleton (certains DSL et municipalités ne sont donc pas montrés).

Le territoire est colonisé après 1830 surtout par des gens originaires de la vallée du fleuve Saint-Jean. En fait, selon William F. Ganong, c’est probablement la paroisse dans la province ayant la plus grande proportion de gens descendant des Loyalistes ou des immigrants de Nouvelle-Angleterre. Williamstown est fondé avant 1841 par des gens originaires de la basse vallée du fleuve Saint-Jean. Good Corner, autrefois Good's Corner, est fondé vers 1843 par trois frères du nom de Good. La paroisse civile est érigée en 1867.
La municipalité du comté de Carleton est dissoute en 1966. La paroisse de Wilmot devient un district de services locaux en 1967.

## Démographie
(août 2016).
D'après le recensement de Statistique Canada, il y avait 1219 habitants en 2001, comparativement à 1193 en 1996, soit une hausse de 2,2 %. La paroisse compte 429 logements privés, a une superficie de 191,43 km2 et une densité de population de 6,4 habitants par kilomètre carré.
| 2001  | 2006  | 2011  | 2016  |
| ----- | ----- | ----- | ----- |
| 1 219 | 1 143 | 1 085 | 1 022 |

## Économie
Entreprise Carleton, membre du Réseau Entreprise, a la responsabilité du développement économique.

## Administration

### Commission de services régionaux
La paroisse de Wilmot fait partie de la Région 12, une commission de services régionaux (CSR) devant commencer officiellement ses activités le 1er janvier 2013. Contrairement aux municipalités, les DSL sont représentés au conseil par un nombre de représentants proportionnel à leur population et leur assiette fiscale. Ces représentants sont élus par les présidents des DSL mais sont nommés par le gouvernement s'il n'y a pas assez de présidents en fonction. Les services obligatoirement offerts par les CSR sont l'aménagement régional, l'aménagement local dans le cas des DSL, la gestion des déchets solides, la planification des mesures d'urgence ainsi que la collaboration en matière de services de police, la planification et le partage des coûts des infrastructures régionales de sport, de loisirs et de culture; d'autres services pourraient s'ajouter à cette liste.

### Représentation et tendances politiques
Nouveau-Brunswick: Wilmot fait partie de la circonscription provinciale de Carleton, qui est représentée à l'Assemblée législative du Nouveau-Brunswick par Dale Graham, du Parti progressiste-conservateur. Il fut élu en 1993 puis réélu depuis ce temps.
 Canada: Wilmot fait partie de la circonscription électorale fédérale de Tobique—Mactaquac, qui est représentée à la Chambre des communes du Canada par Michael Allen, du Parti conservateur. Il fut élu lors de la 39e élection générale, en 2006, et réélu en 2008.

## Vivre dans la paroisse de Wilmot
Le DSL est inclus dans le territoire du sous-district 8 du district scolaire Francophone Nord-Ouest. Les écoles francophones les plus proches sont à Grand-Sault. Cette ville compte aussi un campus du CCNB-Edmundston alors qu'il y a une université à Edmundston même.
Le détachement de la Gendarmerie royale du Canada le plus proche est à Hartland. Il y a un bureau de poste à Lakeville.
Les anglophones bénéficient des quotidiens Telegraph-Journal, publié à Saint-Jean, et The Daily Gleaner, publié à Fredericton. Ils ont aussi accès au bi-hebdomadaire Bugle-Observer, publié à Woodstock. Les francophones ont accès par abonnement au quotidien L'Acadie nouvelle, publié à Caraquet, ainsi qu'à l'hebdomadaire L'Étoile, de Dieppe.

## Culture

### Personnalités
- Frank Broadstreet Carvell (1862-1924), avocat, homme d'affaires et homme politique, né à Bloomfield